# Brachytarsophrys
Brachytarsophrys és un gènere d'amfibis anurs de la família Megophryidae que es troba al sud de la Xina, sud de Myanmar, nord de Tailàndia i nord del Vietnam.

## Taxonomia
- Brachytarsophrys carinensis
- Brachytarsophrys chuannanensis
- Brachytarsophrys feae
- Brachytarsophrys intermedia
- Brachytarsophrys platyparietus